# قریه قمم (روستا)
 قریه قمم  (در عربی:  قریة قُمَم )
نام روستایی است در دهستان القَیوان از توابع استان صَعده در کشور یمن در شبه جزیره عربستان.

## جمعیت
جمعیت آن (۹۰) نفر (۸ خانوار) می‌باشد.